# Poligenisme
El Poligenisme és una teoria sobre els orígens de la humanitat, posicionant-se en la idea que la raça humana té diferents llinatges ja sigui sota una base científica o religiosa. S'oposa per tant al monogenisme defensat per Charles Darwin entre molts altres, que defensa un sol origen per la humanitat.
En etnologia moltes tradicions orals postulen una poligènesi en la creació dels mites.
La diferència entre poligènesi i poligenisme és que la poligènesi és un procés d'origen múltiple i el poligenisme la doctrina que aquest tipus de procés ha esdevingut.
El poligenisme entrà en el camp científic gràcies a Samuel George Morton i encara més amb Louis Agassiz als Estats Units. També l'eminent metge Josiah Clark Nott n'era partidari Els posseïdors d'esclaus negres utilitzaven el suport d'en les teories de Morton.
En els debats sore la raça de les dècades 1860 i 1870, Charles Darwin i altres argumentaven la monogènesi per a l'espècie humana essent això fonamental per a la teoria de l'evolució. Ernst Haeckel, propagandista de Darwin per al públic germanoparlant, atacà tanmateix aquest punt de vista dient que no hi havia un origen únic per la humanitat i que no eren una sola espècie sinó 9 espècies d'un gènere.  Arxivat 2004-02-03 a Wayback Machine. Haeckel's view remained influential until well into the 20th century.
L'església catòlica criticà el poligenisme en l'encíclica de Pius XII Humani Generis, on deia que si bé l'evolució era compatible amb el cristianisme no ho era el poligenisme que no era compatible amb la doctrina del pecat original.
En el segle XX les hipòtesis del paleontòleg Carleton Coon també propugnava un origen divers per la humanitat (hipòtesi multiregional) poc seguida pel món científic.